# دين ميرفي
دين ميرفي (بالإنجليزية: Dane Murphy)‏ (15 مارس 1986 بدانبري في الولايات المتحدة - ) هو لاعب كرة قدم أمريكي في مركز الوسط. لعب مع دي.سي. يونايتد ونادي أوسنابروك وNew York Cosmos (2010) ‏.

## وصلات خارجية
- دين ميرفي على موقع قاعدة بيانات كرة القدم.إي يو (الإنجليزية)